# Макгрори, Мэттью
Мэттью Макгрори (англ. Matthew McGrory; 17 мая 1973, Уэст-Честер — 9 августа 2005, Лос-Анджелес) — американский актёр, известный во многом благодаря своему большому росту (2,29 м).

## Биография
Родился 17 мая 1973 года в Уэст-Честере, штат Пенсильвания, США.
Обладатель самой большой в мире ступни и гигантского роста — 2 м 29 см. В детском саду он был ростом 150 см и весил около 70 кг. Длина его ступней достигает 45 сантиметров. Обувь ему шила компания «Converse», а носки шила мама. Пугающее первое впечатление, которое он производил, однако, быстро исчезало после разговора с ним.
Мэттью бросил юридическую школу в 1998 году, чтобы совершенствовать актёрское мастерство. Благодаря своей уникальной внешности и актёрскому таланту Мэттью Макгрори за короткое время удалось создать внушительное количество работ в Голливуде и на телевидении. Сыграл ряд эпизодических ролей, в том числе в телесериале «Зачарованные». Сыграл одну из ключевых ролей в культовом фильме Тима Бёртона "Крупная рыба".
Умер 9 августа 2005 года на 33-м году жизни в Лос-Анджелесе. Смерть наступила от сердечной недостаточности.

## Фильмография
| Год       |     | Русское название            | Оригинальное название                              | Роль              |
| --------- | --- | --------------------------- | -------------------------------------------------- | ----------------- |
| 1999      | в   | Coma White                  | Marilyn Manson - Coma White (Official Music Video) | гигант            |
| 1999      | в   | Бог на ТВ                   | God Is in the T.V.                                 | гигант            |
| 2000      | в   | Мёртвые ненавидят живых     | The Dead Hate the Living!                          | гигант            |
| 2001      | с   | Малкольм в центре внимания  | Malcolm in the Middle                              | Лотар             |
| 2001      | ф   | Парень из пузыря            | Bubble Boy                                         | человек-саскватч  |
| 2002      | ф   | Люди в чёрном 2             | Men in Black II                                    | высокий пришелец  |
| 2003      | ф   | Дом тысячи трупов           | House of 1000 corpses                              | Тини              |
| 2003      | ф   | Крупная рыба                | Big Fish                                           | Великан Карл      |
| 2003—2004 | с   | Зачарованные                | Charmed                                            | огр               |
| 2003—2005 | с   | Карнавал                    | Carnivàle                                          | гигант            |
| 2004      | кор | Долгое время                | Big Time                                           | Ричард Бландербор |
| 2004      | ф   | Планета Питтс               | Planet of the Pitts                                | Тото              |
| 2005      | ф   | Рассказчик                  | The Storyteller                                    | гигант            |
| 2005      | ф   | Константин: Повелитель тьмы | Constantine                                        | демон             |
| 2005      | ф   | Изгнанные Дьяволом          | The Devil's Rejects                                | Тини              |
| 2005      | ф   | Бой с тенью                 | ShadowBox                                          | Хорт Уиллоу       |
| 2006      | кор | Существование               | Existence                                          | Скинни            |
| 2007      | в   | Тёмное место                | DarkPlace                                          | Хорт Уиллоу       |